# Агреже
Агреже́ (фр. agrégé — партнёр; принятый в общество) — учёная степень во Франции и франкофонной Бельгии, дающая право преподавать в средней профессиональной школе и на естественно-научных и гуманитарных факультетах высшей школы.

## Общие сведения
Учёная степень агреже введена в 1808 году в рамках проводившихся Наполеоном I во Франции образовательных реформ Первой империи. Её обладатели имеют право преподавать в лицеях, коллежах и на естественно-научных и гуманитарных факультетах университетов.
В иерархии французского образования степень агреже располагается выше лиценциата, но ниже магистра.

## Квалификационные требования
Для получения степени агреже соискатель должен завершить курс высшей школы, то есть получить степень бакалавра и пройти конкурсное испытание, называемое Agrégation, состоящее из ряда дополнительных экзаменов по избранной специальности и, как правило, написания и защиты дипломной (диссертационной) работы.

### Пример конкурсного испытания по философии
Конкурс на звание агреже по философии состоит из трёх письменных и четырёх устных экзаменов.
Первый письменный заключается в написании «философского сочинения» на свободную тему. Для второго экзамена тема сочинения выбирается из программы. Так, в 1994 году темой было понятие «Мера», в 1993 — «Работа», в 1992 — «Чувственное», в 1991 — «Закон». Третий экзамен представляет собой комментарий заданного текста.
Устные испытания состоят в проведении двух «уроков» и в объяснении двух текстов — одного франкоязычного и одного на выбранном иностранном языке (греческом, латыни, немецком, английском, арабском). В 1991 году на устных экзаменах предлагались темы: «Авторитетность», «Чистота чувств», «Зачем быть коллекционером?», «Экономическое и политическое», «Экология: наука или идеология?», «Эврика!», «Математические науки и реальность», «Праздник», «Бескорыстие», «Интимный дневник», «Чему нас учат животные?», «Горе побеждённых», «Понятие наивного искусства», «Неизбежен ли имморализм политики?» и т. п.

## Современное состояние
Степень агреже — желательное, но не необходимое условие для занятия преподавательских должностей. Она не соответствует Болонскому процессу, имея распространение лишь во Франции и Бельгии. Однако, в особенности для Франции, её роль значительна. Получение этой степени — основной путь воспроизводства преподавательского состава как в средней, так и в высшей школе по юриспруденции, экономике, политологии, управлению и остаётся краеугольным камнем философского образования. Статистически, именно носители степени агреже являются самыми быстро профессионально растущими.